# ネイサン・レヴィンソン
ネイサン・レヴィンソン（Nathan Levinson, 1988年7月15日 - 1952年10月18日）は、アメリカ合衆国のレコーディング・エンジニアである。アカデミー録音賞には17作品でノミネートされ、『ヤンキー・ドゥードゥル・ダンディ』で受賞を果たした。1940年度のアカデミー特別賞（第13回）が授与されたほか、アカデミー特殊効果賞にも7回ノミネートされた。
レヴィンソンが『ヤンキー・ドゥードゥル・ダンディ』で獲得したオスカー像は2011年7月にダラスで開かれたオークションで約9万ドルで落札された。

## 受賞とノミネート
| 賞           | 年     | 部門       | 作品名                                   | 結果       |
| ------------ | ------ | ---------- | ---------------------------------------- | ---------- |
| アカデミー賞 | 1933年 | 録音賞     | 仮面の米国                               | ノミネート |
| アカデミー賞 | 1933年 | 録音賞     | 四十二番街                               | ノミネート |
| アカデミー賞 | 1933年 | 録音賞     | ゴールド・ディガース                     | ノミネート |
| アカデミー賞 | 1934年 | 録音賞     | お姫様大行進                             | ノミネート |
| アカデミー賞 | 1935年 | 録音賞     | 海賊ブラッド                             | ノミネート |
| アカデミー賞 | 1936年 | 録音賞     | 進め龍騎兵                               | ノミネート |
| アカデミー賞 | 1937年 | 録音賞     | ゾラの生涯                               | ノミネート |
| アカデミー賞 | 1938年 | 録音賞     | 四人の姉妹                               | ノミネート |
| アカデミー賞 | 1939年 | 録音賞     | 女王エリザベス                           | ノミネート |
| アカデミー賞 | 1939年 | 特殊効果賞 | 女王エリザベス                           | ノミネート |
| アカデミー賞 | 1940年 | 特別賞     | 映画業界と陸軍の訓練用映画製作への貢献に | 受賞       |
| アカデミー賞 | 1940年 | 録音賞     | シー・ホーク                             | ノミネート |
| アカデミー賞 | 1940年 | 特殊効果賞 | シー・ホーク                             | ノミネート |
| アカデミー賞 | 1941年 | 録音賞     | ヨーク軍曹                               | ノミネート |
| アカデミー賞 | 1941年 | 特殊効果賞 | 海の狼                                   | ノミネート |
| アカデミー賞 | 1942年 | 録音賞     | ヤンキー・ドゥードゥル・ダンディ         | 受賞       |
| アカデミー賞 | 1942年 | 録音賞     | 戦場を駆ける男                           | ノミネート |
| アカデミー賞 | 1943年 | 録音賞     | ロナルド・レーガンの 陸軍中尉            | ノミネート |
| アカデミー賞 | 1943年 | 特殊効果賞 | 空軍/エア・フォース                      | ノミネート |
| アカデミー賞 | 1944年 | 録音賞     | ハリウッド玉手箱                         | ノミネート |
| アカデミー賞 | 1944年 | 特殊効果賞 | The Adventures of Mark Twain             | ノミネート |
| アカデミー賞 | 1945年 | 録音賞     | アメリカ交響楽                           | ノミネート |
| アカデミー賞 | 1946年 | 特殊効果賞 | 盗まれた青春                             | ノミネート |
| アカデミー賞 | 1948年 | 録音賞     | ジョニー・ベリンダ                       | ノミネート |
| アカデミー賞 | 1951年 | 録音賞     | 欲望という名の電車                       | ノミネート |